# Francis Patrick Kenrick

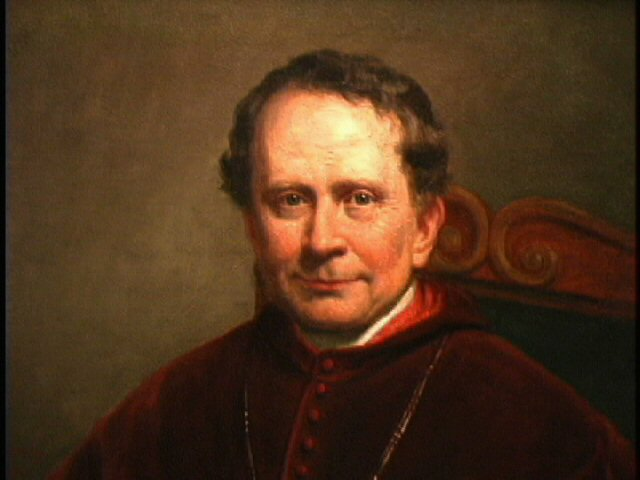
Erzbischof Francis Patrick Kenrick

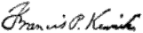
Kenricks Unterschrift

Francis Patrick Kenrick (* 3. Dezember 1796 in Dublin, Irland; † 8. Juli 1863) war ein irischer Geistlicher und römisch-katholischer Erzbischof von Baltimore.

## Leben
Francis Patrick Kenrick empfing am 2. April 1821 von Kurienerzbischof Candido Maria Frattini das Sakrament der Priesterweihe. Ebenso wie später sein Bruder Peter Richard Kenrick ging er in die Vereinigten Staaten und war im Bistum Philadelphia tätig. Später war er Professor für Katholische Theologie am Theologischen Seminar in Bardstown.
Papst Pius VIII. ernannte ihn am 26. Februar 1830 zum Koadjutorbischof von Philadelphia und Titularerzbischof von Arathia. Die Bischofsweihe spendete ihm der Bischof von Bardstown, Benedict Joseph Flaget PSS, am 6. Juni desselben Jahres. Mitkonsekratoren waren der Bischof von Philadelphia, Henry Conwell, und der Koadjutor von Bardstown, John Baptist Mary David. Mit dem Tod Henry Conwells am 22. April 1842 folgte er diesem als Bischof von Philadelphia nach.
Papst Pius IX. ernannte ihn am 19. August 1851 zum Erzbischof von Baltimore. Die Amtseinführung fand am 9. Oktober desselben Jahres statt. Unter seiner Leitung fanden die Provinzialkonzile von Baltimore in den Jahren 1855 und 1858 statt. Kenrick, der als angesehener Theologe galt, führte die Erzdiözese in einer Zeit starker nationaler Spaltungstendenzen vor dem und zu Beginn des Sezessionskrieges.